# Аеродром Прељина
Аеродром Чачак (: , : ), познат и као аеродром Прељина или аеродром Раван, је аеродром који се налази у близини хиподрома у Чачку, Србија. Раван је спортски аеродром А1 класе. Аеродром има полетно-слетну стазу димензија 600 x 60 m, клупску кућу, хангар за складиштење техникe, као и торањ за контролу ваздушног саобраћаја висине 16 метара. На овом аеродрому је некада функционисао аеро-клуб Чачак, а данас је чачански аеро-клуб Finesse, центар за обуку пилота на лаким моторним авионима и моторним једрилицама. Сваке године овде се одржава локални аеро-митинг.

## Локација
Аеродром се налази 6 километара (3,7 km) североисточно од града Чачка, у селу Прељина. Аеродром је стациониран поред магистралног пута Е-761 где је планиран ауто-пут Прељина–Појате тзв. Моравски коридор. У близини се налази и петља Прељина која је део ауто-пута Е-763 тзв. Милош Велики.
Недалеко од аеродрома Раван налази се и међународни аеродром Морава LYКV у месту Лађевци удаљен 16 km.